# Lambert Belmas

a Compétitions nationales et continentales officielles uniquement.

b Matchs officiels uniquement.
Lambert Belmas, né le 11 août 1997 à Carcassonne, est un joueur de rugby à XIII français évoluant au poste de pilier.
Formé à la Maison des Jeunes et de la Culture de Carcassonne, il rejoint les Dragons Catalans et sa réserve, le Saint-Estève XIII Catalan, à partir de 2017. Il remporte avec ce dernier un titre de Championnat de France en 2019 ainsi qu'un titre de Coupe de France en 2018. Dès son jeune âge, il est sélectionné en équipe de France pour la Coupe du monde 2017, remporte la Coupe d'Europe en 2018 puis dispute la première édition de Coupe du monde de rugby à 9 en 2019.

## Biographie

### Formation
À 17 ans, Lambert Belmas, formé à la Maison des Jeunes et de la Culture de Carcassonne, est intégré dans l'équipe des moins de 19 ans des Dragons Catalans qui dispute le Championnat des moins de 19 ans de Super League. Après deux saisons dans cette catégorie, il découvre la réserve des Dragons Catalans, Saint-Estève XIII catalan, à partir de 2017 et le Championnat de France et se dit « très surpris du niveau de l'Élite où tu côtoies des hommes tous les week-ends et avec une dimension physique impressionnante ». Il dispute également ses trois premières rencontres de Super League contre Wigan à deux reprises et Huddersfield. Cette intégration dans le meilleur club français de rugby à XIII lui ouvre les portes de l'équipe de France et est retenu dans la liste des vingt-quatre joueurs sélectionnés pour disputer la Coupe du monde 2017. Unique Français à ne pas prendre part à une rencontre de cette édition, il observe ses partenaires de la sélection affronter à l'Australie et l'Angleterre et apprend beaucoup de la vie en groupe.

### Premier contrat professionnel en 2018 avec les Dragons Catalans
Fin 2018, il dispute cinq rencontres de Super League et signe en octobre son premier contrat professionnel avec la franchise, ceci entrecoupé par sa victoire en Coupe de France avec Saint-Estève XIII catalan. Cela coïncide avec sa première sélection effective avec l'équipe de France contre l'Angleterre et trois rencontres de la Coupe d'Europe des nations que la France remporte, Belmas y dispute les trois rencontres pour autant de victoires auxquelles prend part la France contre le pays de Galles, l'Irlande et l'Écosse. Également, sans être sur la feuille de match de la finale de la Challenge Cup, il voit ses coéquipiers des Dragons Catalans remporter le premier titre de son histoire au stade de Wembley contre Warrington. La saison 2019 ne lui permet pas de s'exprimer plus que la saison précédente avec seulement cinq apparitions en Super League, ni la saison 2020 avec une unique apparition. Il dispute ainsi en parallèle des rencontres avec la réserve des Dragons Catalans, Saint-Estève XIII catalan, en Championnat de France qu'il remporte aux côtés de Ben Pomeroy, Joan Guasch, Robin Brochon et Arthur Mourgue en 2019.
En préparation de la saison 2021, l'entraîneur des Dragons Catalans affirme vouloir s'appuyer sur les jeunes. Belmas décide alors prolonger son contrat en décembre 2020 dans l'espoir d'être retenu plus souvent dans l'équipe des Dragons.

## Palmarès
- Collectif :
  - Vainqueur de la Coupe d'Europe : 2018 ( France)
  - Vainqueur du Championnat de France : 2019 (Saint-Estève XIII Catalan).
  - Vainqueur de la Coupe de France : 2018 (Saint-Estève XIII catalan).
  - Finaliste de la Super League : 2021 (Dragons Catalans).
  - Finaliste du Championship : 2023 et 2024 (Toulouse).

### En sélection
| Matchs internationaux de Lambert Belmas                                 | Matchs internationaux de Lambert Belmas | Matchs internationaux de Lambert Belmas | Matchs internationaux de Lambert Belmas | Matchs internationaux de Lambert Belmas | Matchs internationaux de Lambert Belmas | Matchs internationaux de Lambert Belmas | Matchs internationaux de Lambert Belmas | Matchs internationaux de Lambert Belmas | Matchs internationaux de Lambert Belmas | Matchs internationaux de Lambert Belmas | Matchs internationaux de Lambert Belmas |
|                                                                         | Date                                    | Adversaire                              | Résultat                                | Compétition                             | Poste                                   | Points                                  | Essais                                  | Pen.                                    | Drops                                   |                                         |                                         |
| ----------------------------------------------------------------------- | --------------------------------------- | --------------------------------------- | --------------------------------------- | --------------------------------------- | --------------------------------------- | --------------------------------------- | --------------------------------------- | --------------------------------------- | --------------------------------------- | --------------------------------------- | --------------------------------------- |
| sous les couleurs de la France                                          |                                         |                                         |                                         |                                         |                                         |                                         |                                         |                                         |                                         |                                         |                                         |
| 1.                                                                      | 17 octobre 2018                         | Angleterre                              | 6-44                                    | Amical                                  | Pilier                                  | -                                       | -                                       | -                                       | -                                       |                                         |                                         |
| 2.                                                                      | 27 octobre 2018                         | Pays de Galles                          | 54-18                                   | Coupe d'Europe                          | Remplaçant                              | -                                       | -                                       | -                                       | -                                       |                                         |                                         |
| 3.                                                                      | 3 novembre 2018                         | Irlande                                 | 24-10                                   | Coupe d'Europe                          | Remplaçant                              | -                                       | -                                       | -                                       | -                                       |                                         |                                         |
| 4.                                                                      | 10 novembre 2018                        | Écosse                                  | 28-10                                   | Coupe d'Europe                          | Pilier                                  | -                                       | -                                       | -                                       | -                                       |                                         |                                         |
| 5.                                                                      | 17 octobre 2022                         | Grèce                                   | 34-12                                   | Coupe du monde                          | Pilier                                  | -                                       | -                                       | -                                       | -                                       |                                         |                                         |
| 6.                                                                      | 22 octobre 2022                         | Angleterre                              | 18-42                                   | Coupe du monde                          | Pilier                                  | -                                       | -                                       | -                                       | -                                       |                                         |                                         |
| 7.                                                                      | 26 novembre 2024                        | Pays de Galles                          | 48-6                                    | Qualif. CM                              | Pilier                                  | -                                       | -                                       | -                                       | -                                       |                                         |                                         |
| Matchs internationaux de Lambert Belmas sous l'équipe de France de neuf |                                         |                                         |                                         |                                         |                                         |                                         |                                         |                                         |                                         |                                         |                                         |
| 1.                                                                      | 18 octobre 2019                         | Liban                                   | 8-12                                    | Coupe du monde                          | Arrière                                 | -                                       | -                                       | -                                       | -                                       |                                         |                                         |
| 2.                                                                      | 19 octobre 2019                         | Pays de Galles                          | 23-6                                    | Coupe du monde                          | Arrière                                 | 4                                       | 1                                       | -                                       | -                                       |                                         |                                         |
| 3.                                                                      | 19 octobre 2019                         | Angleterre                              | 4-38                                    | Coupe du monde                          | Arrière                                 | -                                       | -                                       | -                                       | -                                       |                                         |                                         |

### En club
| Saison    | Club                      | Compétition           | Matchs | Points | Essais | Buts | Drop |
| --------- | ------------------------- | --------------------- | ------ | ------ | ------ | ---- | ---- |
| 2016-2017 | Saint-Estève XIII catalan | Championnat de France | 13     | 4      | 1      | -    | -    |
| 2017      | Dragons Catalans          | Super League          | 3      | -      | -      | -    | -    |
| 2017      | Dragons Catalans          | Challenge Cup         | 1      | -      | -      | -    | -    |
| 2017-2018 | Saint-Estève XIII catalan | Championnat de France | 15     | 4      | 1      | -    | -    |
| 2018      | Dragons Catalans          | Super League          | 5      | -      | -      | -    | -    |
| 2018-2019 | Saint-Estève XIII catalan | Championnat de France | 9      | 12     | 3      | -    | -    |
| 2019      | Dragons Catalans          | Super League          | 5      | -      | -      | -    | -    |
| 2019      | Dragons Catalans          | Challenge Cup         | 1      | -      | -      | -    | -    |
| 2019-2020 | Saint-Estève XIII catalan | Championnat de France | 6      | -      | -      | -    | -    |
| 2020      | Dragons Catalans          | Super League          | 1      | -      | -      | -    | -    |
| 2020-2021 | Saint-Estève XIII catalan | Championnat de France | 4      | 4      | 1      | -    | -    |
| 2021      | Dragons Catalans          | Super League          | 2      | -      | -      | -    | -    |
| 2021      | Toulouse olympique XIII   | Super League          | 10     | 4      | 1      | -    | -    |